# Vincent Janssen
Vincent Petrus Anna Sebastiaan Janssen (ur. 15 czerwca 1994 w Heesch) – holenderski piłkarz występujący na pozycji napastnika w belgijskim klubie Royal Antwerp. W latach 2016–2022 reprezentant Holandii.

## Kariera piłkarska
Swoją karierę piłkarską Janssen rozpoczął w 2000 roku w klubie SV TOP. Następnie kolejno trenował w juniorach takich klubów jak: FC Oss, NEC Nijmegen i Feyenoord. W 2013 roku został zawodnikiem klubu Almere City FC. 3 sierpnia 2013 zadebiutował w jego barwach w drugiej lidze holenderskiej w przegranym 2:3 domowym meczu z FC Volendam. W Almere City spędził dwa lata. W 69 rozegranych w nim ligowych meczach strzelił 29 goli.
Latem 2015 Janssen przeszedł do pierwszoligowego AZ Alkmaar. 9 sierpnia 2015 zaliczył w nim swój debiut w przegranym 0:3 domowym meczu z Ajaksem. 4 października 2015, w wygranym 3:1 domowym spotkaniu z FC Twente, strzelił swoje pierwsze dwa gole w Eredivisie. W sezonie 2015/2016 z 27 golami został królem strzelców ligi.
Latem 2016 Janssen został zawodnikiem Tottenhamu Hotspur. W Premier League zadebiutował 13 sierpnia 2016 w zremisowanym 1:1 wyjazdowym meczu z Evertonem.
| Sezon   | Klub              | Kraj     | Rozgrywki      | Mecze | Gole |
| ------- | ----------------- | -------- | -------------- | ----- | ---- |
| 2013/14 | Almere City       | Holandia | Eerste divisie | 35    | 10   |
| 2014/15 | Almere City       | Holandia | Eerste divisie | 34    | 19   |
| 2015/16 | AZ Alkmaar        | Holandia | Eredivisie     | 34    | 27   |
| 2016/17 | Tottenham Hotspur | Anglia   | Premier League | 27    | 2    |
| 2017/18 | Tottenham Hotspur | Anglia   | Premier League | 1     | 0    |
| 2017/18 | Fenerbahçe SK     | Turcja   | Süper Lig      | 16    | 4    |
| 2018/19 | Tottenham Hotspur | Anglia   | Premier League | 3     | 0    |

## Kariera reprezentacyjna
W swojej karierze Janssen grał w młodzieżowych reprezentacjach Holandii. W dorosłej reprezentacji Holandii zadebiutował 25 marca 2016 roku w przegranym 2:3 towarzyskim meczu z Francją, rozegranym w Amsterdamie, gdy w 81. minucie zmienił Luuka de Jonga. Cztery dni później, 29 marca, w wygranym 2:1 towarzyskim meczu z Anglią, strzelił swojego pierwszego gola w kadrze narodowej.